# Dariusz Polowy
Dariusz Jerzy Polowy (ur. 1 grudnia 1966 w Raciborzu) – polski przedsiębiorca, elektryk, drukarz, introligator i samorządowiec. W latach 2018–2024 prezydent Raciborza.

## Życiorys
Absolwent Zespołu Szkół Elektrycznych w Opolu, gdzie w 1985 zdał maturę. Następnie rozpoczął naukę w Instytucie Elektrotechniki Wyższej Szkoły Inżynierskiej (obecnie Politechnika Opolska), której jednak nie ukończył. Działał w Niezależnym Zrzeszeniu Studentów. Posiada uprawnienia Stowarzyszenia Elektryków Polskich. Za całokształt działalności opozycyjnej otrzymał w 2014 odznakę „Zasłużony dla Województwa Opolskiego” z rąk marszałka województwa.
W 2018 wystartował w wyborach na prezydenta Raciborza z ramienia własnego komitetu wyborczego (KWW Dariusz Polowy – Racibórz może być wielki), przy poparciu m.in. PiS. Zwyciężył w drugiej turze z wynikiem 54,98 procent głosów, pokonując urzędującego od 2006 Mirosława Lenka. 27 stycznia 2020 ogłosił przystąpienie do partii Porozumienie. Od 10 października 2020 był członkiem Zarządu Krajowego tej partii. W listopadzie 2021 zrezygnował z członkostwa w niej i przystąpił do stowarzyszenia OdNowa Rzeczypospolitej Polskiej, zostając jego pełnomocnikiem w południowej części województwa śląskiego. W 2024 ubiegał się o reelekcję, w I turze zajął II miejsce z wynikiem 30,85% głosów, w II turze został pokonany przez Jacka Wojciechowicza, uzyskując 48,41% poparcia. W wyborach tych uzyskał mandat do rady miasta.
W 2021 odznaczony Srebrnym Krzyżem Zasługi.

## Życie prywatne
Od 1990 jest żonaty, ma trzech synówː Aleksego, Aleksandra i Karola.